# Kaszabobates olbiopolitanus
Kaszabobates olbiopolitanus är en kvalsterart som beskrevs av Sergienko 1980. Kaszabobates olbiopolitanus ingår i släktet Kaszabobates och familjen Oribellidae. Inga underarter finns listade i Catalogue of Life.